# جزيرة تشارلتون

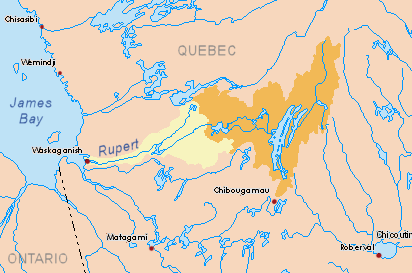
جزيرة تشارلتون، شمال غرب خليج روبرت عند مدخل نهر روبرت

جزيرة تشارلتون، هي جزيرة غير مأهولة، تقع في خليج جيمس في فيكيقتالوك، نونافوت في كندا. تقع شمال غرب خليج روبرت، ومساحتها حوالي 308 كيلو متر مربع.
سمّي خليج جميس على اسم توماس جيمس وهو قبطان بحري، في شتاء عام 1631، وهو من أسمى الجزيرة على اسم الأمير تشارلز. لا بدّ أن منشئيي قلعة روبرت (1668) لا بد أن يكونوا رأوا الجزيرة وأن تشارلز بايلاي قد اقترب من شاطئها عام 1674. قبل عام 1679، اقترح بايلاي جعل جزيرة تشارلتون مستودعاً مركزياً ومكاناً لاجتماع الأطراف الثلاثة حول خليج جيمس. يبدو أن ذلك لم يتحقق حتى عام 1685 أو حتى بعد ذلك. بعد بعثة خليج هدسون التي قامت عام 1686، خطّط الفرنسيون لإرسال أسراهم إلى الجزيرة. لم يسمع عن هذه الجزيرة إلا القليل حتى عام 1803.
حوالي عام 1802، استأجرت شركة الشمال الغربي سفينة إديستون المدججة بالأسلحة ووضعتها تحت إمرة الكابتن ريتشارد، وهو موظف سابق في شركة خليج هدسون وجون جورج ماكتافيش. غادرت إديستون مونتريال صيف عام 1803 متوجّهة نحو خليج هدسون. في الوقت نفسه، غادرت قوّة تحت إمرة أنغوس شو منطقة تادوساك متّجهة نحو خليج جيمس. تقابلت القوتان في جزيرة تشارلتون وادّعوا أن الجزيرة ملك لشركة الشمال الغربي. وبنوا قلعة سانت أندروز هناك وقلعتين أخريين عند نهر موس ونهر إيستمين. كان الهدف من ذلك هو الضغط على شركة خليج هدسون لمنح شركة الشمال الغربي حقوق المرور عبر نهر هدسون. ليس واضحاً ما حدث بعد ذلك.